# Signochrysa caliptera
Signochrysa caliptera är en insektsart som först beskrevs av Banks 1920.  Signochrysa caliptera ingår i släktet Signochrysa och familjen guldögonsländor. Inga underarter finns listade i Catalogue of Life.